# Ulises Poirier
Pour les articles homonymes, voir Poirier (homonymie).
Ulises Poirier Puelma (né à Quillota au Chili le 2 février 1897 et mort le 14 mars 1977 au Chili) était un footballeur international chilien, qui jouait au poste de défenseur.

## Biographie
Défenseur rapide et vigoureux, surnommé El Gringo, il fait partie de l'équipe du Chili entre 1919 et 1935.
Étant l'un des piliers de cette sélection chilienne, à l'instar de Guillermo Subiabre, il fait partie de l'effectif de son pays qui dispute la Copa América en 1919, 1920 et 1922.
Mais il est surtout connu pour avoir participé au mondial de 1930 en Uruguay, sélectionné avec 18 autres joueurs chiliens par l'entraîneur hongrois György Orth. Le Chili est dans le groupe A, avec la France, l'Argentine et le Mexique. Ils ne finissent que 2e du groupe derrière l'Argentine, ce qui ne suffit pas à les qualifier pour les demi-finales.
Il a joué pendant sa carrière de club dans l'effectif chilien du La Cruz Valparaiso.